# Embalse de Torrejón-Tajo
El embalse de Torrejón-Tajo es una obra de ingeniería hidroeléctrica construida en el curso medio del río Tajo. La presa se sitúa a 22 km de la localidad de Torrejón el Rubio, de la que toma el nombre, dentro del parque nacional de Monfragüe, en la provincia de Cáceres, comunidad autónoma de Extremadura, España.

## Accidente

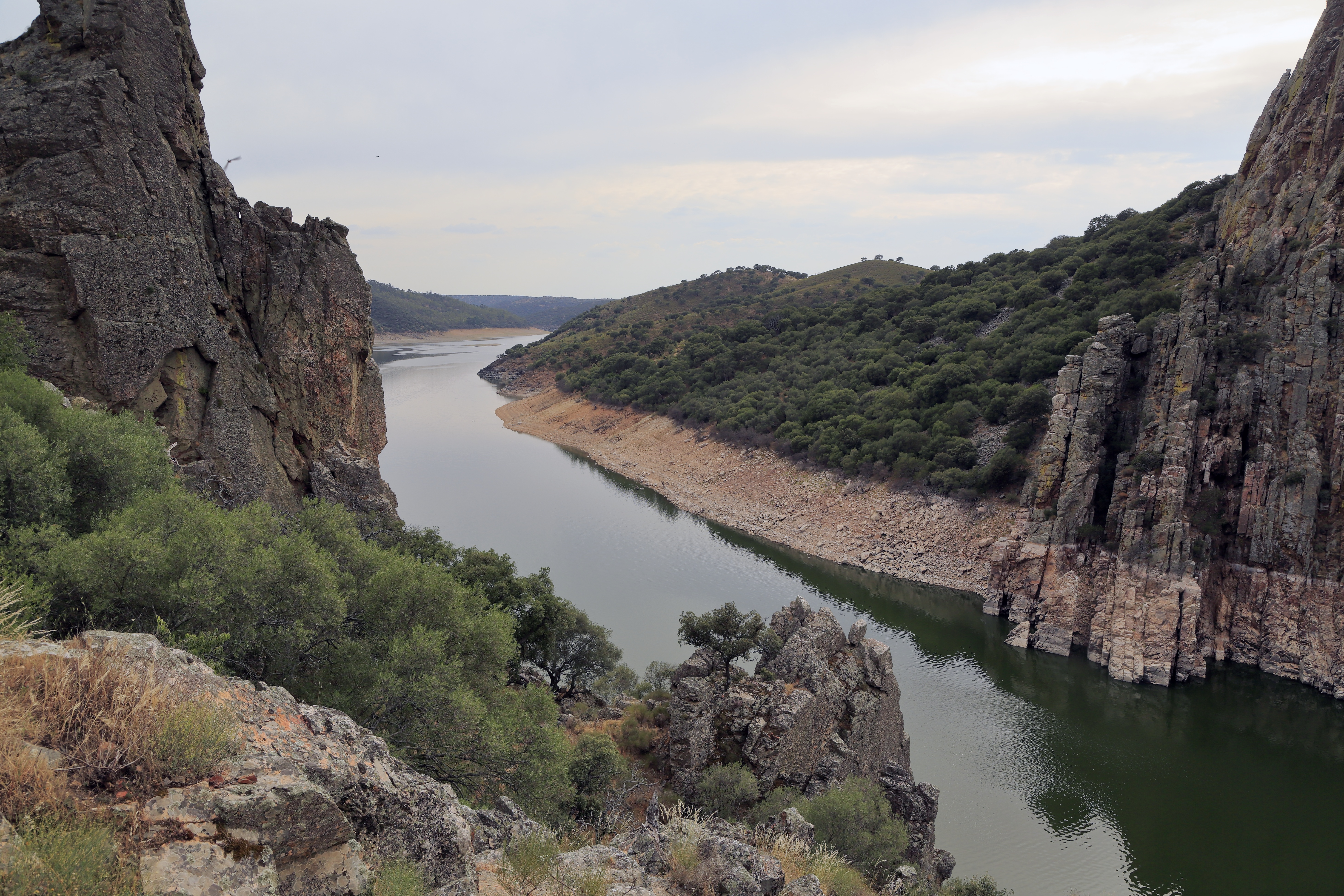
Salto del Gitano

En 1965, durante unas pruebas en un otoño lluvioso, un aliviadero no resistió la presión y colapsó, provocando una inundación repentina que mató a numerosos trabajadores. El régimen franquista censuró la información, por lo que el número exacto de víctimas, oficialmente 54, sigue siendo incierto, y la presa jamás fue inaugurada. Aún en el siglo XXI, se han hallado tumbas anónimas posiblemente relacionadas con la tragedia.